# 極東選手権競技大会テニス競技
テニスは、極東選手権競技大会において8つの競技の1つとして行われた。

## 歴代大会結果

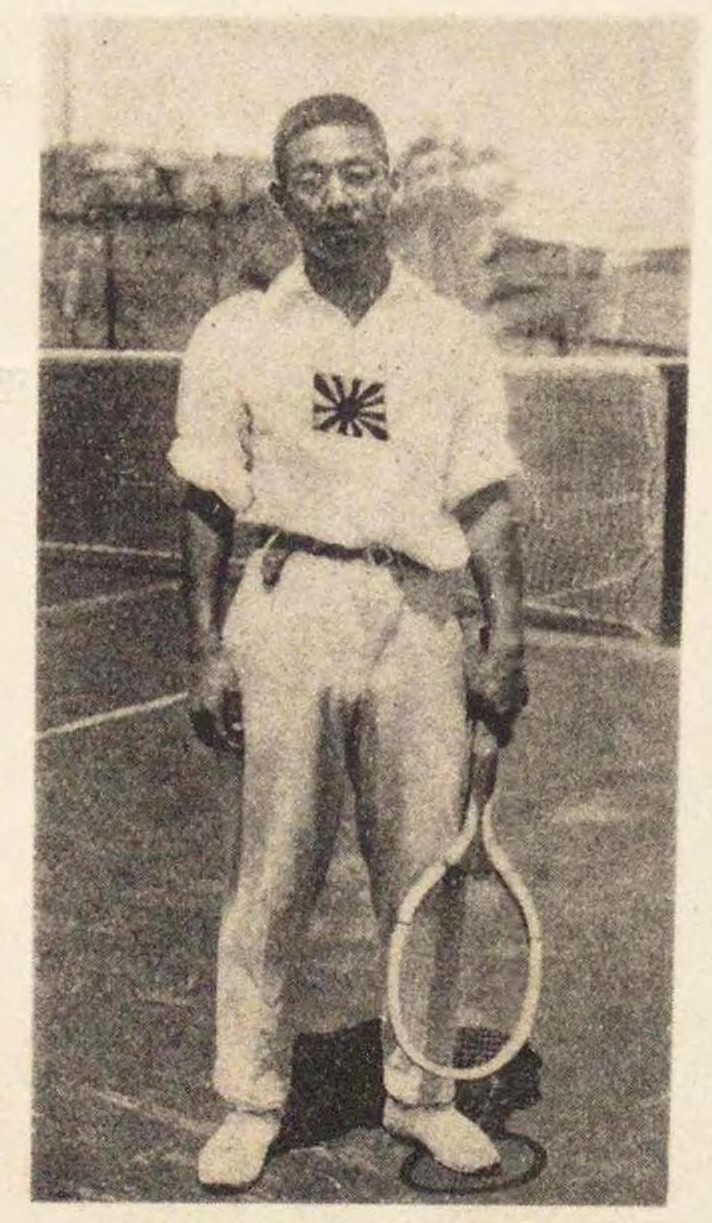
第3回大会において優勝した熊谷一弥

| 大会 | 年   | 開催都市 | 開催国     | シングルス優勝者                  | ダブルス優勝者                                   |
| ---- | ---- | -------- | ---------- | --------------------------------- | ------------------------------------------------ |
| I    | 1913 | マニラ   | フィリピン | Leonardo Suarez (PHI)             | Leonardo Suarez and Gil Fargas (PHI)             |
| II   | 1915 | 上海市   | 中国       | 熊谷一弥 (JPN)                    | 熊谷一弥・柏尾誠一郎 (JPN)                       |
| III  | 1917 | 東京     | 日本       | 熊谷一弥 (JPN)                    | 熊谷一弥・三神八四郎 (JPN)                       |
| IV   | 1919 | マニラ   | フィリピン | 三神八四郎 (JPN)                  | Gil Fargas and Emiliano Bolaños (PHI)            |
| V    | 1921 | 上海市   | 中国       | Gil Fargas (PHI)                  | Leonardo Suarez and Gil Fargas (PHI)             |
| VI   | 1923 | 大阪     | 日本       | 鳥羽貞三 (JPN)                    | 安部民雄・川妻柳三 (JPN)                         |
| VII  | 1925 | マニラ   | フィリピン | Gavia (PHI)                       | 吉田嘉壽男・小林了二 (JPN)                       |
| VIII | 1927 | 上海市   | 中国       | Khoo Hooi Hye (Republic of China) | Gordon Lum and Khoo Hooi Hye (Republic of China) |
| IX   | 1930 | 東京     | 日本       | ?                                 | ?                                                |
| X    | 1934 | マニラ   | フィリピン | Felicisimo Ampon (PHI)            | ?                                                |

## 大会詳細

### 第3回
フィリピンからファルガス、ボロニアス、スアレスが参加し、中国から潘文煥、何信道が参加し、日本からは熊谷一弥、松原誠吾、三神八四郎、野村祐一が参加した。

### 第4回
出典：朝日新聞社 編『運動年鑑 大正8年度』朝日新聞社、1919年、248頁。
日本からは、三神八四郎と野村祐一がシングルスに出場し、三神八四郎・岡誠治ペアがダブルスに出場した。シングルスにおいて三神と野村は中国の呉仕光と蔡文炳とそれぞれ対戦したが、中国選手は棄権した。その後、三神はフィリピンのボロニアスとファルガスと対戦し、決勝で対戦したファルガスが病気のため棄権したため優勝となった。
ダブルスにおいては、三神・岡ペアはファルガス・ボロニアスペアに敗れた。

### 第5回
日本からは田中次朗、奥村民三、三上嘉一、北川豊、浅野弓夫が派遣された。ダブルスにおいては、北川・浅野ペアがフィリピンのファルガス(Fargas)とスワレズ(Suarez)のペアに敗れた。シングルスにおいては、決勝に田中が進出したがファルガスに敗れ準優勝であった。

### 第6回
フィリピンからアラゴン兄弟、マニュエルが参加し、中国から呉仕光、刀慶観、葦栄駱が参加し、日本からは吉田嘉壽男、鳥羽貞三、原田武一、羽田武内、安部民雄、川妻柳三、小林了二が参加した。シングルスでは鳥羽貞三が優勝し、ダブルスでは安部・川妻ペアが優勝した。
女子の部もオープン種目として行われ、フィリピンからサントス、カリーガが参加し、中国から黄翠美、賀生翠が参加し、日本から金田咲子、戸田定代、田村冨美子、梶川久子が参加した。シングルスでは金田、ダブルスでは田村・梶川ペアが優勝した。

### 第9回
フィリピンからF.アラゴン、インガヨが参加し、中国から林宝華、邱飛海が参加し、日本から佐藤次郎、布井良助、山岸成一、志村彦七、川地実、鴨打秀勝が参加した。日本が団体優勝した。オープン種目として開催された女子の部にはフィリピンからインガヨ、カレアガが参加し、中国から李杏花、李牡丹が参加し、日本から小林知子、滝口澪子、朝吹磯子、飯村敏子が参加した。日本が優勝した。